# Lastrea filix foemina
Lastrea filix là một loài dương xỉ trong họ Dryopteridaceae. Loài này được Colomb mô tả khoa học đầu tiên năm 1888.
Danh pháp khoa học của loài này chưa được làm sáng tỏ. 